# Самарский археологический центр
Самарский археологический центр — выставочное и исследовательское пространство в Самаре. Является филиалом Самарского областного историко-краеведческого музея им. П. В. Алабина. Открылся 14 сентября 2023 года в одном из бывших корпусов швейной фабрики «Красная звезда». 

## О музее
Филиал расположен в здании площадью 3000 кв. м., приобретенном для музея Правительством региона в 2022 году.

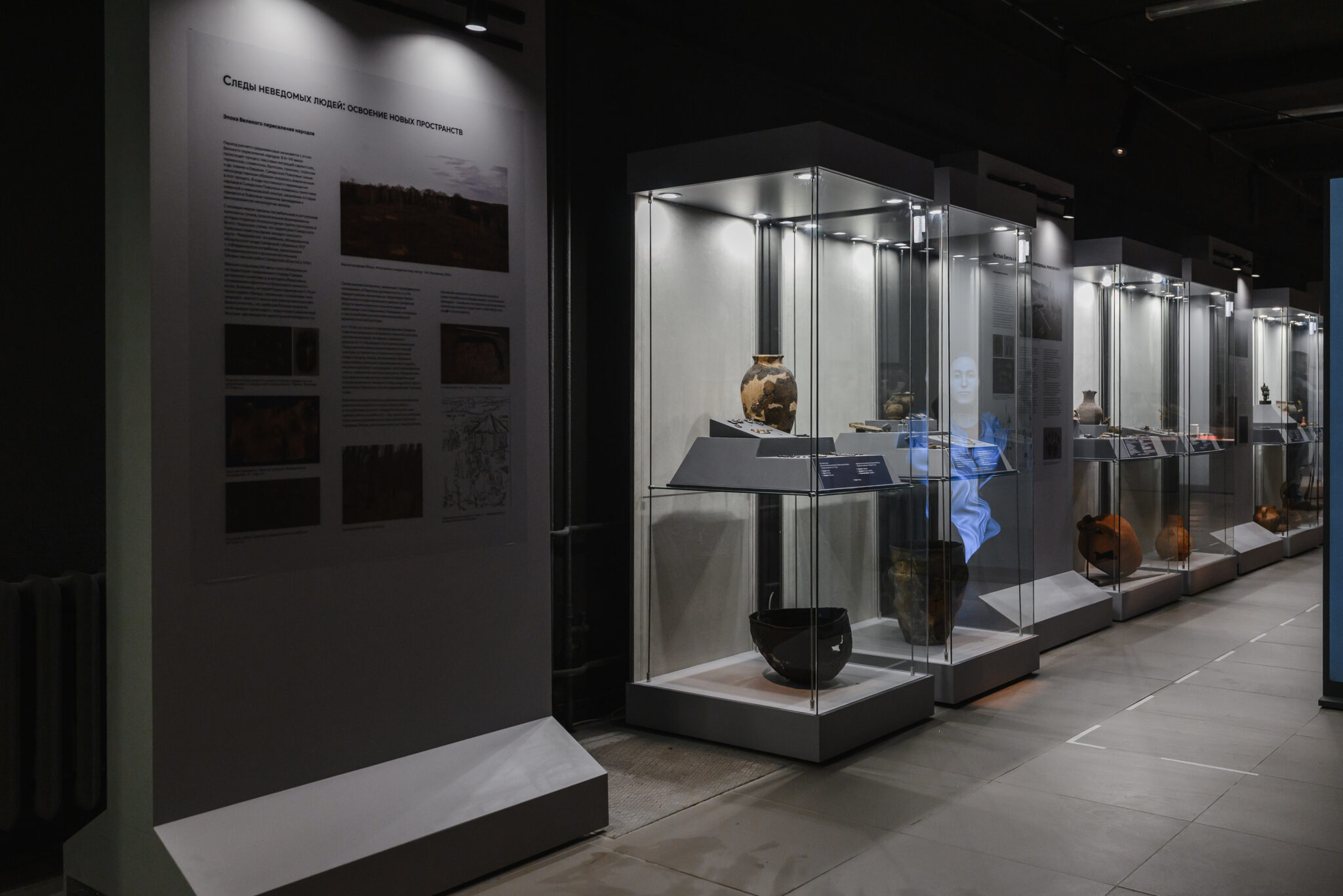
Самарский археологический центр

Имеет три выставочных зала и помещения для сотрудников; значительную площадь занимают помещения для хранения археологических фондов музея. Археоцентр оснащен современным оборудованием, приобретенным в 2023 году на средства, выделенные музею в рамках реализации национального проекта «Культура».
В фондохранилище размещена обширная археологическая коллекция, насчитывающая более 100 000 предметов, полученных при раскопках не только на территории Самарской области, но и соседних регионов, перевезённая сюда из фондов Самарского областного историко-краеведческого музей имени П. В. Алабина.
Первым проектом центра стало открытие постоянной выставки «Лицом к лицу», на которой представлено более 500 уникальных экспонатов из фондов музея. Впервые в российской музейной практике каждая эпоха представлена археологическими находками и антропологическими реконструкциями внешнего облика жителей Самарского региона, выполненными по методу М. М. Герасимова. В создании этой экспозиции принимали участие московские учёные Института этнологии и антропологии им. Н. Н. Миклухо-Маклая РАН.
В центре проводятся тематические выставки, лекции, мастер-классы, образовательные программы. Музей участвует в ежегодной акции «Ночь музеев».
Особое внимание в работе Самарского археологического центра уделяется детской аудитории — для маленьких гостей организованы интерактивные зоны.